# Deltabaculovirus
Deltabaculovirus é um gênero de vírus da família Baculoviridae. Neste gênero está incluído o único baculovírus, descrito até o momento, que tem como hospedeiro um inseto da Ordem Diptera (Culex nigripalpus).

## Genoma
O genoma do único representante deste gênero possui as características típicas do genoma dos baculovírus em geral: uma única molécula circular de DNA dupla fita superenrolado. Quanto ao tamanho do genoma, este vírus possui um dos menores genomas encontrados em baculovírus, medindo cerca de 80 Kb.

## Morfologia
O vírus deste gênero possui o fenótipo ODV, porém, a existência do fenótipo BV ainda não é conclusiva. Os corpos de oclusão (OB) possuem formato globular e têm tamanho médio de 0,4 μm. Esta estrutura contém vários vírions envelopados, no entanto, cada envelope envolve apenas um único nucleocapsídeo (single). Os OB deste gênero são formados por uma única proteína viral, um tipo de poliedrina que não possui homologia com a poliedrina encontrada em baculovírus dos gêneros Alphabaculovirus e Gammabaculovirus.